# Gustav Adolph Oldekop
Gustav Adolph Oldekop (Haapsalu, 1755. december 2. – Tartu, 1838. május 8.) balti német költő, író, az észt nyelvű újságírás egyik megalapítója

## Élete
Apja iskolaigazgató volt, ősei Hildesheimből származtak. Középiskoláit Tallinnban végezte, ezután 1774 és 1780 közt teológiát tanult a Hallei Egyetemen. 1781 és 1820 közt Põlvában volt lelkész, majd Võrumaa prépostja lett. 1782-ben feleségül vette barátja, Johann Philipp Roth író nővérét, Dorothea Elisabeth Maria Roth-t (1762-1804). 1809-től házvezetőnőjével, Dorothea Jürgensszel élt, aki felesége halála után gondoskodott gyermekeiről. 1820-ban le kellett mondania papi tisztségeiről, hogy feleségül vehesse Dorotheát. Ezután Tartuba költözött, ahol haláláig élt.
Tevékenysége középpontjában a livóniai vidéki lakosság műveltségi szintjének emelése és az észt nyelv népszerűsítése állt. 1796-1792-ben összeállította az első észt nyelvű naptárakat. Észtre fordította az 1819-es jobbágytörvényt, amelyben I. Sándor orosz cár kijelentette a jobbágyok felszabadítását, ez 1820-ban jelent meg Liiwlandi marahwa seaedus címen. 1922-ben publikálta Mötlemisse Jummala teggude päle című, a teremtésről és a természetről szóló nagy hatású munkáját. Különleges érdemeket szerzett az első rendszeresen megjelenő észt nyelvű újság, a Tarto maa rahwa Näddali-Leht egyik szerkesztőjeként, ezzel megteremtette az önálló észt nyelvű újságírás alapjait. Később a tartui Kulutamisse Lehte című dél-észt nyelvű lap öt számát szerkesztette, munkáját Otto Wilhelm Masing folytatta, a lap címe Tallorahwa Kulutajana lett, s észak-észt nyelven (azaz a mai észt nyelven) jelent meg.
Az egyik legelső dél-észt költő volt, kortársai (például Kristjan Jaak Peterson) számára azonban nagyrészt ismeretlen maradt. Csupán Johann Heinrich Rosenplänter munkája révén jelentek meg versei nyomtatásban. Saját neve alatt életében mindössze négy költeménye jelent meg 1823-ban Rosenplänter Beiträge zur genauern Kenntniß der ehstnischen Sprache című sorozata 16. számában Vier Lieder von Herrn Pastor Oldekop in Dorpat címen. Oldekop verseinek többsége oktatási célokat szolgált, különösen iskolai énekórákra és egyházi használatra készültek, de szóban és kézzel írt énekeskönyveken keresztül gyorsan elterjedtek a lakosság körében. Oldekop ma a põlvai temetőben nyugszik.

## Fordítás
- Ez a szócikk részben vagy egészben  a   Gustav Adolph Oldekop című német Wikipédia-szócikk ezen változatának fordításán alapul.  Az eredeti cikk szerkesztőit annak laptörténete sorolja fel. Ez a jelzés csupán a megfogalmazás eredetét és a szerzői jogokat jelzi, nem szolgál a cikkben szereplő információk forrásmegjelöléseként.